# Josef Kusala
Josef Kusala (2. února 1908 – 8. května 1945 Praha) byl československý fotbalista, obránce. Padl během Pražského povstání 1945 na barikádách u Masarykova nádraží. Jeho mladším bratrem byl fotbalista František Kusala.

## Fotbalová kariéra
Hrál za Čechii Karlín a SK Kladno. V lize odehrál 111 utkání a dal 8 gólů.